# Dolomedes okefinokensis
Dolomedes okefinokensis är en spindelart som beskrevs av Bishop 1924. Dolomedes okefinokensis ingår i släktet Dolomedes och familjen vårdnätsspindlar. Inga underarter finns listade i Catalogue of Life.

## Föda
Arten har observerats predera på Gambusia holbrooki och Gambusia affinis.